# Broken Arrow (Lied)
Broken Arrow ist ein Song von Neil Young, den Buffalo Springfield 1967 auf ihrem Album Buffalo Springfield Again veröffentlichte. 

## Hintergrund
Der Song besteht aus drei Teilen in drei verschiedenen Taktarten, ist mit Klang-Schnipseln durchsetzt und verwendet Orgel sowie eine Combo mit Klavier, Bass, Schlagzeug und Klarinette. Das Lied beginnt mit dem Applaus des Publikums und der Eröffnung von Mr. Soul, das das Album eröffnet. Die zweite Strophe beginnt mit Buhrufen eines Publikums, während eine Dampforgel den Song Take Me Out to the Ball Game spielt, bevor Soundeffekte einsetzen. Die dritte Strophe startet mit dem Klang einer Militär-Trommel, die zuerst leise Trommelwirbel spielt und immer lauter wird. Nach einem Soundeffekt spielt eine Jazz-Combo, bis sie ausgeblendet wird, gefolgt von einem Herzschlag, der ebenfalls ausgeblendet wird.
Jeder der drei Verse verwendet surreale Bilder, um mit Emotionen zu beschreiben (Leere des Ruhms, Angst vor Teenagern, Hoffnungslosigkeit) und enthält Selbstreferenzen zu Buffalo Springfield und Young. 
Eine akustische Solo-Version des Songs erschien 1968 auf dem Neil Young-Live-Album Sugar Mountain: Live at Canterbury House, das 2008 bei Reprise Records veröffentlicht wurde.
Von den Mitgliedern der Band war nur Young bei der Aufnahme anwesend. Der Hintergrundgesang von Richie Furay wurde später hinzugefügt.

## Historischer Bezug
Die Muskogee-Indianer hielten nach dem Bürgerkrieg eine Zeremonie ab, bei der ein Pfeil gebrochen wurde, um das Ende des Krieges zu symbolisieren.